# Dinshaw Patel
Dinshaw J. Patel (* 1942 in Mumbai) ist ein US-amerikanischer Chemiker, Biophysiker und Hochschullehrer indischer Herkunft. Er ist Experte für NMR-basierte Untersuchungen der molekularen Biologie.

## Ausbildung
Patel wuchs in einer Parsen-Familie in Mumbai auf. Sein Vater war Bauingenieur. Sohn Dinshaw absolvierte ein Chemiestudium an der University of Mumbai, welches er 1961 als Bachelor abschloss. Er setzte sein Chemiestudium am California Institute of Technology (Caltech) in Pasadena (Kalifornien) fort und lernte dort bei John D. Roberts die Kernspinresonanzspektroskopie kennen, um molekulare Strukturen sichtbar zu machen. Seinen Abschluss als Master of Science machte er 1963. Es folgte eine Doktorarbeit in Fotochemie an der New York University (NYU), welche er 1968 als Ph.D. bei David Israel Schuster beendete. Diese war verbunden mit einer Tätigkeit in Biochemie an der Medical School der NYU.

## Wirken
Patel konnte seine Forschung in den Bell Laboratories in Murray Hill (New Jersey) fortsetzen. Zu jener Zeit wurde in diesen Laboratorien Grundlagenforschung auch in nicht spezifisch auf die Telekommunikation ausgerichteten Gebieten betrieben. So konnte Patel ab 1970 im Polymer Chemistry Department von Bell Labs unter der Leitung von Frank Alden Bovey mittels NMR biologisch aktive Peptide, Proteine und Transfer-RNAs studieren. Als er nach 17 Jahren Tätigkeit sah, dass sein Arbeitgeber Bell Labs einer ungewissen Zukunft entgegen ging, bewarb sich Patel für akademische Stellen.
Ab 1984 war Patel Professor für Biochemie und molekulare Biophysik an der Columbia University Medical School tätig, hielt Vorlesungen und musste sich um Fördermittel bemühen. Er erforschte die Struktur von DNA-Duplexen mit Helix-Fehlern wie auch von chemischen DNA-Komplexen, welche Doppelhelixstrukturen betreffen.
1992 wechselte Patel ans Memorial Sloan Kettering Cancer Center (MSKCC) in New York City, um dort seine Forschung fortzusetzen. Zusammen mit dem Biochemiker James Rothman schuf er ein Programm für Strukturbiologie. Mit Kollegen an der benachbarten Rockefeller University und am Weill Cornell Medical College gewann Patel neue Erkenntnisse. Ab 1994 war er neben seiner Tätigkeit am MSKCC an diesem College der Cornell University Professor für Biochemie und Strukturbiologie. Seine Forschung weitete er aus auf DNA-Architekturen höherer Ordnung wie Triplex- und Quadruplex-Strukturen. Er identifizierte die Rolle von Paar-Ausrichtung und Gründe für die Verdrillung. Die Forschungsarbeiten seines Labor im Jahr 2022 sind abrufbar.
Das Laboratorium von Patel hat für viele Institutionen weltweit Analysen durchgeführt.
Anlässlich des 75. Geburtstages von Patel wurde zu seiner Ehre ein Symposium abgehalten.

## Weitere Tätigkeiten und Mitgliedschaften
- seit 1992: Abby Rockefeller Mauzé Chair in Experimental Therapeutics (MSKCC)
- 1997–1999: Harvey Society (Vize-Präsident 1997–98; Präsident 1998–99)
- seit 2009: Mitglied der National Academy of Sciences, USA[6]
- seit 2014: Fellow der American Academy of Arts and Sciences, USA
- 2015: Einstein Professorship of Chinese Academy of Sciences, China[1]

## Auszeichnungen
- 1961 bis 1963: Jamshedji Tata Fellow
- 1983: AT&T Bell Laboratories Distinguished Technical Staff Award
- 1997: Distinguished Alumnus Award, New York University
- 2013: National Institutes of Health Directors Transformative R01-Award
- 2014: Fezana[7] Jamshed and Shirin Guzdar Excellence in Profession Award
- 2019: Lifetime Achievement Award, American Association of Indian Scientists in Cancer Research
- 2019: Inaugural Tan Jiazhen International Life Science Collaboration Award[1]

## Veröffentlichungen
- Publikationsliste auf Google Scholar (englisch).